# Quesnoy-sur-Deûle

Quesnoy-sur-Deûle este o comună în departamentul Nord, Franța. În 1 ianuarie 2022 avea o populație de 6.863 de locuitori.